# Choi Mi-sun
Choi Mi-sun, född 1 juli 1996, är en sydkoreansk bågskytt som vann guld i lagtävlingen vid olympiska sommarspelen 2016.